# Дражевац (Алексинац)
Дражевац је насеље у Србији у општини Алексинац у Нишавском округу. Према попису из 2022. било је 734 становника (према попису из 1991. било је 1162 становника).

## Географске одлике
Дражевац се налази уз ауто-пут Београд-Ниш, на пола пута од Алексинца до Ниша. Геостратешки положај Дражевца је одличан. Налази се између важних европских трансвезала, јужне пруге и Коридора 10.
Удаљеност Дражевца од Алексинца је 13 km, а од Ниша 17 km.
Дражевац има и развијену инфраструктуру која се састоји од: Дома културе, основне школе, спортских терена, амбуланте, ветеринарске станице, млина за млевење пшенице, ресторана, дискотека, кафића.
Простире се у равничарском пределу реке Јужне Мoрaве која протиче недалеко од села.
Окружен је планинама Јастребац и Озрен са највишим врхом Лесковик -1174 метара.

## Клима
Дражевац припада појасу умерено-континенталне климе. Клима је под утицајем континенталних ваздушних струјења, нарочито оних из правца запада, истока и југа. Температура ваздуха је врло значајан климатски елемент од ког доста зависе остали климатски елементи. Температура ваздуха показује велику устаљеност, разлике у току дана и ноћи, као и разлике прем годишњем добу су умерене. Највише мразних дана има у јануару (просек 24), а тропских дана када је температура већа од 30˚C просечно има највише у јулу и августу.

## Привреда
Основна привредна делатност села је пољопривреда (повртарство).

## Демографија
У насељу Дражевац живи 980 пунолетних становника, а просечна старост становништва износи 44,4 година (44,2 код мушкараца и 44,6 код жена). У насељу има 376 домаћинстава, а просечан број чланова по домаћинству је 3,16.
Ово насеље је великим делом насељено Србима (према попису из 2002. године).
|  |

| Демографија | Демографија | Демографија |
| Година      | Становника  | Становника  |
| ----------- | ----------- | ----------- |
| 1948.       | 1.274       |             |
| 1953.       | 1.289       |             |
| 1961.       | 1.284       |             |
| 1971.       | 1.279       |             |
| 1981.       | 1.262       |             |
| 1991.       | 1.162       | 1.155       |
| 2002.       | 1.188       | 1.198       |

| Етнички састав према попису из 2002.‍ | Етнички састав према попису из 2002.‍ | Етнички састав према попису из 2002.‍ | Етнички састав према попису из 2002.‍ | Етнички састав према попису из 2002.‍ |
| ------------------------------------ | ------------------------------------ | ------------------------------------ | ------------------------------------ | ------------------------------------ |
|                                      |                                      |                                      |                                      |                                      |
| Срби                                 | Срби                                 |                                      | 1.150                                | 96,80%                               |
| Роми                                 | Роми                                 |                                      | 28                                   | 2,35%                                |
| Хрвати                               | Хрвати                               |                                      | 1                                    | 0,08%                                |
| Руси                                 | Руси                                 |                                      | 1                                    | 0,08%                                |
| Бугари                               | Бугари                               |                                      | 1                                    | 0,08%                                |
| непознато                            | непознато                            |                                      | 6                                    | 0,50%                                |

| Година пописа     | 1948. | 1953. | 1961. | 1971. | 1981. | 1991. | 2002. |
| ----------------- | ----- | ----- | ----- | ----- | ----- | ----- | ----- |
| Број домаћинстава | 244   | 262   | 282   | 300   | 302   | 289   | 376   |

| Број чланова      | 1  | 2  | 3  | 4  | 5  | 6  | 7  | 8 | 9 | 10 и више | Просек |
| ----------------- | -- | -- | -- | -- | -- | -- | -- | - | - | --------- | ------ |
| Број домаћинстава | 71 | 96 | 67 | 59 | 41 | 23 | 12 | 3 | 3 | 1         | 3,16   |

| Пол    | Укупно | Неожењен/Неудата | Ожењен/Удата | Удовац/Удовица | Разведен/Разведена | Непознато |
| ------ | ------ | ---------------- | ------------ | -------------- | ------------------ | --------- |
| Мушки  | 513    | 120              | 332          | 50             | 11                 | 0         |
| Женски | 502    | 61               | 327          | 95             | 15                 | 4         |
| УКУПНО | 1.015  | 181              | 659          | 145            | 26                 | 4         |

| Пол    | Укупно                    | Пољопривреда, лов и шумарство | Рибарство                            | Вађење руде и камена | Прерађивачка индустрија       |
| ------ | ------------------------- | ----------------------------- | ------------------------------------ | -------------------- | ----------------------------- |
| Мушки  | 371                       | 234                           | 0                                    | 1                    | 29                            |
| Женски | 233                       | 182                           | 0                                    | 0                    | 11                            |
| УКУПНО | 604                       | 416                           | 0                                    | 1                    | 40                            |
| Пол    | Производња и снабдевање   | Грађевинарство                | Трговина                             | Хотели и ресторани   | Саобраћај, складиштење и везе |
| Мушки  | 1                         | 38                            | 12                                   | 0                    | 21                            |
| Женски | 0                         | 3                             | 9                                    | 1                    | 1                             |
| УКУПНО | 1                         | 41                            | 21                                   | 1                    | 22                            |
| Пол    | Финансијско посредовање   | Некретнине                    | Државна управа и одбрана             | Образовање           | Здравствени и социјални рад   |
| Мушки  | 3                         | 1                             | 9                                    | 1                    | 4                             |
| Женски | 0                         | 0                             | 2                                    | 7                    | 13                            |
| УКУПНО | 3                         | 1                             | 11                                   | 8                    | 17                            |
| Пол    | Остале услужне активности | Приватна домаћинства          | Екстериторијалне организације и тела | Непознато            | Непознато                     |
| Мушки  | 5                         | 0                             | 1                                    | 11                   | 11                            |
| Женски | 2                         | 0                             | 0                                    | 2                    | 2                             |
| УКУПНО | 7                         | 0                             | 1                                    | 13                   | 13                            |